# Locomotive FTC 11-15
Le locomotive FTC 11-15 sono un gruppo di 5 locomotive elettriche a corrente continua a 4 kV che hanno prestato servizio sulla Ferrovia Torino-Ceres.

## Storia

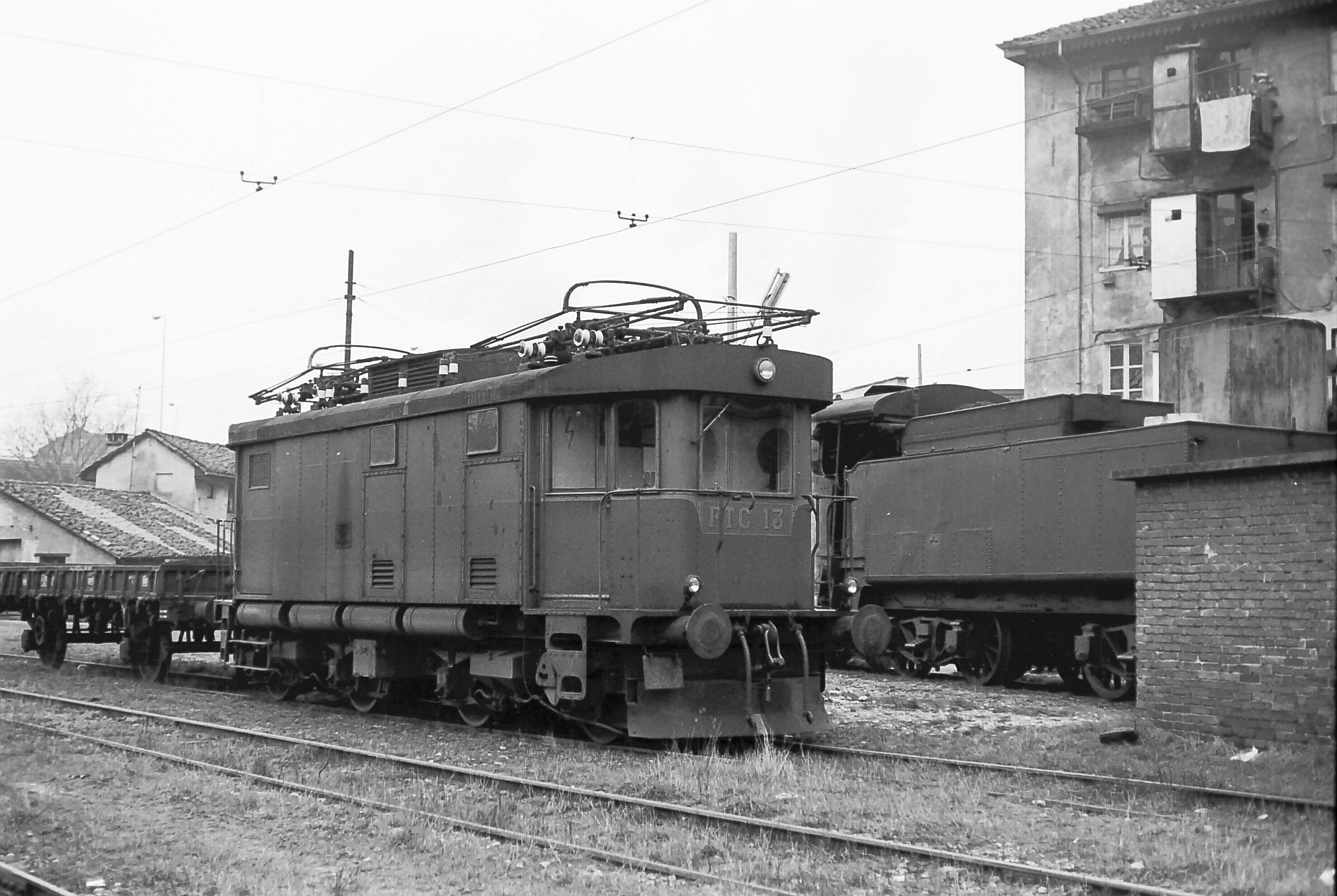
La locomotiva FTC 13 in sosta nello scalo Dora della Ferrovia Torino-Ceres il 9 aprile 1975.

Le locomotive furono costruite, tra il 1920 e il 1921, in seguito all'elettrificazione della ferrovia Torino-Ceres in numero di 5 unità dalla Carminati & Toselli con la parte elettrica del TIBB. In seguito all'immissione in servizio dell'ultima unità il 17 marzo 1921 la trazione a vapore venne abbandonata nei servizi regolari di turno.
Le macchine furono classificate originariamente con i numeri romani da I a V posti sulle testate, ma questa numerazione fu di breve durata: infatti, a seguito della radiazione della locomotiva a vapore Borsig n. 11, fu sostituita dai numeri arabi da 11 a 15 preceduti dalla sigla F.T.C.L. (Società per la Ferrovia Torino – Ciriè – Valli di Lanzo).

La numerazione 11–15 rimase sempre invariata, ma la sigla fu cambiata in F.T.N. (Ferrovie Torino Nord) nel 1933 e in F.T.C. (Ferrovia Torino Ceres) nel 1962; quest'ultima rimase tale anche dopo il 1982 al subentro della SATTI.
La colorazione iniziale non è nota con certezza: dalle foto in bianco e nero si desume che le macchine fossero di colore molto scuro, presumibilmente castano o addirittura nero come per le locomotive trifasi FS dell'epoca.
La verniciatura della cassa in castano, mostrata dalle prime fotografie a colori, negli anni sessanta fu mutata in grigio e verde magnolia sulle unità con numerazione dispari; la 13 e la 15 furono ulteriormente riverniciate in grigio e arancione per coordinarne la livrea con quella delle carrozze di provenienza tedesca della serie 100 messe in servizio nel 1981.
Le unità FTC 13 e 15 continuarono ad effettuare servizio fino alla fine degli anni ottanta, quando la tensione di alimentazione della linea di contatto fu portata da 4 kV a 3 kV per uniformarla con quella delle FS.
Le FTC 12 e 14 furono demolite negli anni novanta e la FTC 11 nel primo quinquennio del terzo millennio; le due unità superstiti (FTC 13 e 15), che possono funzionare a potenza ridotta sotto la linea aerea a 3 kV, sono state conservate per la trazione di eventuali treni storici.
La FTC 13 subì pesanti danni durante l'alluvione dell'ottobre 2000 a causa dell'acqua della Dora Riparia che invase fino all'altezza di circa un metro la stazione di Torino Porta Milano dov'era ricoverata. Il restauro, completato nel 2008, fu limitato alla parte estetica e non comportò la revisione dei motori, il cui isolamento era stato compromesso dall'acqua.

## Caratteristiche
Si tratta di una locomotiva elettrica a corrente continua, a due carrelli con due sale motrici ciascuno, dalla struttura semplice ma robusta. I motori, 2 per carrello, raggiungono la potenza complessiva di 391 kW (con l'alimentazione d'origine a 4 kV) e sono di costruzione TIBB come il resto delle apparecchiature elettriche. La cassa, il telaio e le parti meccaniche sono invece di costruzione Carminati & Toselli.

## Galleria d'immagini

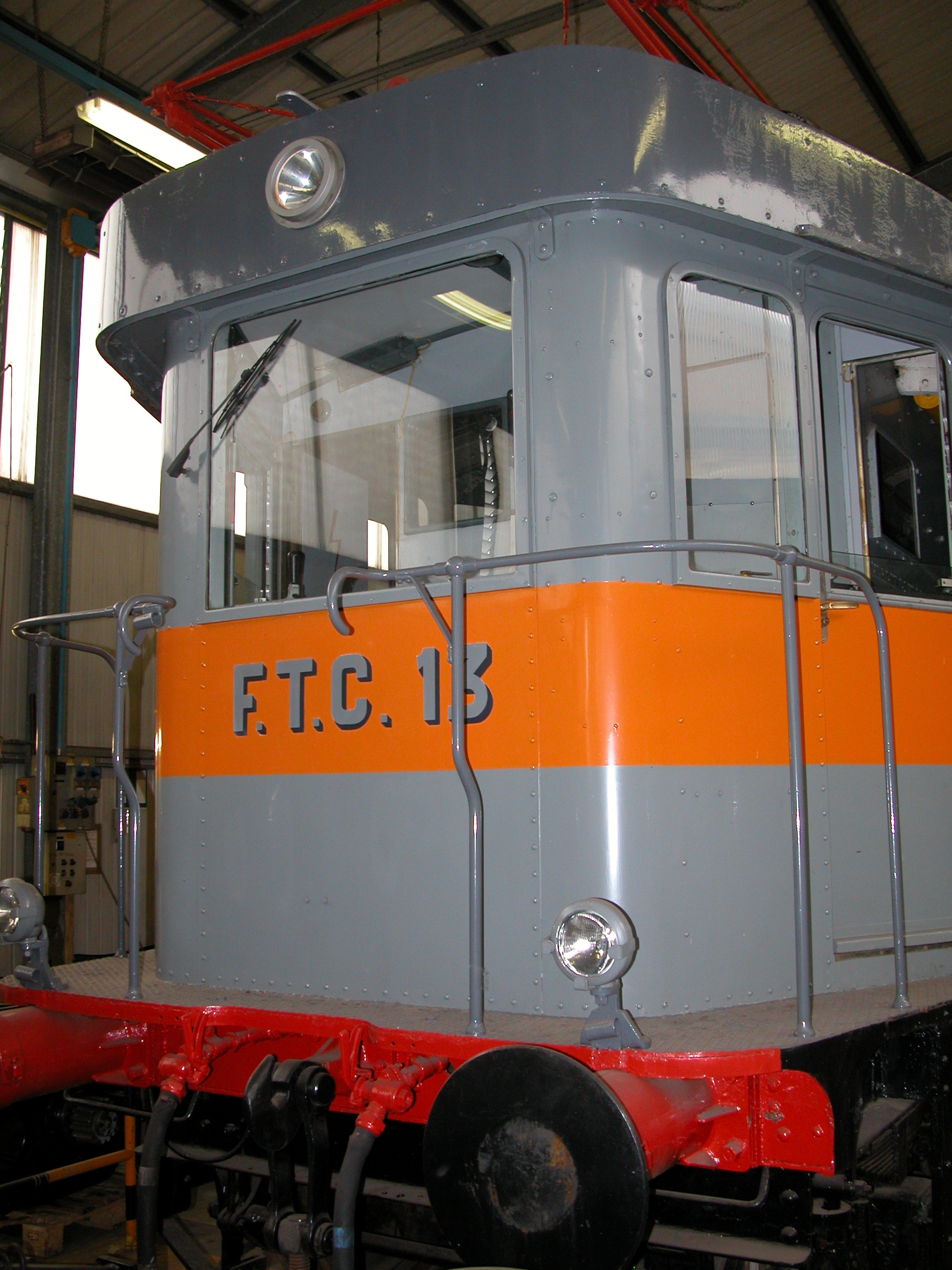
Cabina anteriore della FTC 13 nell'officina della stazione di Torino Porta Milano.
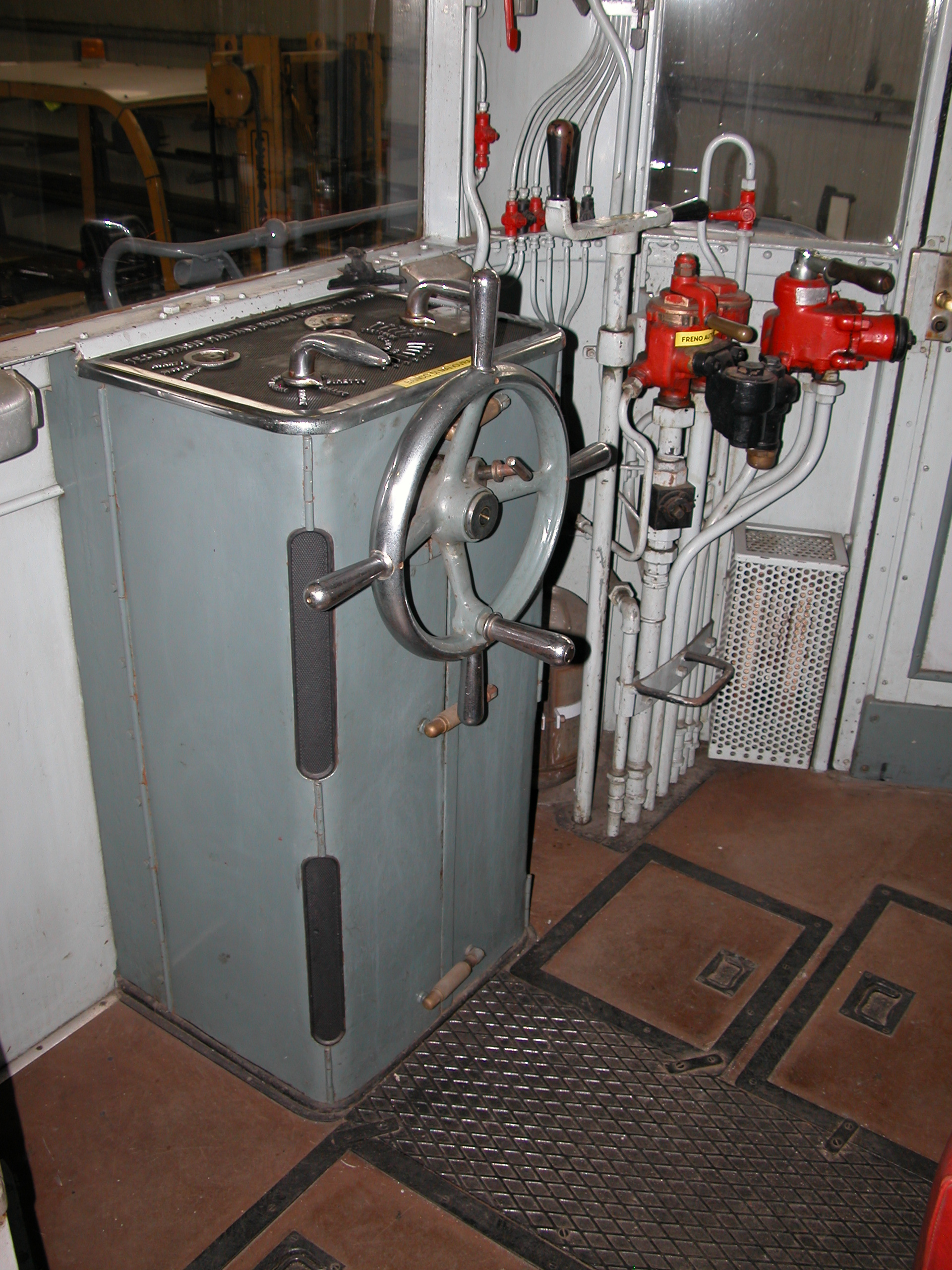
Il banco di manovra del combinatore di trazione della FTC 13 (cabina anteriore).
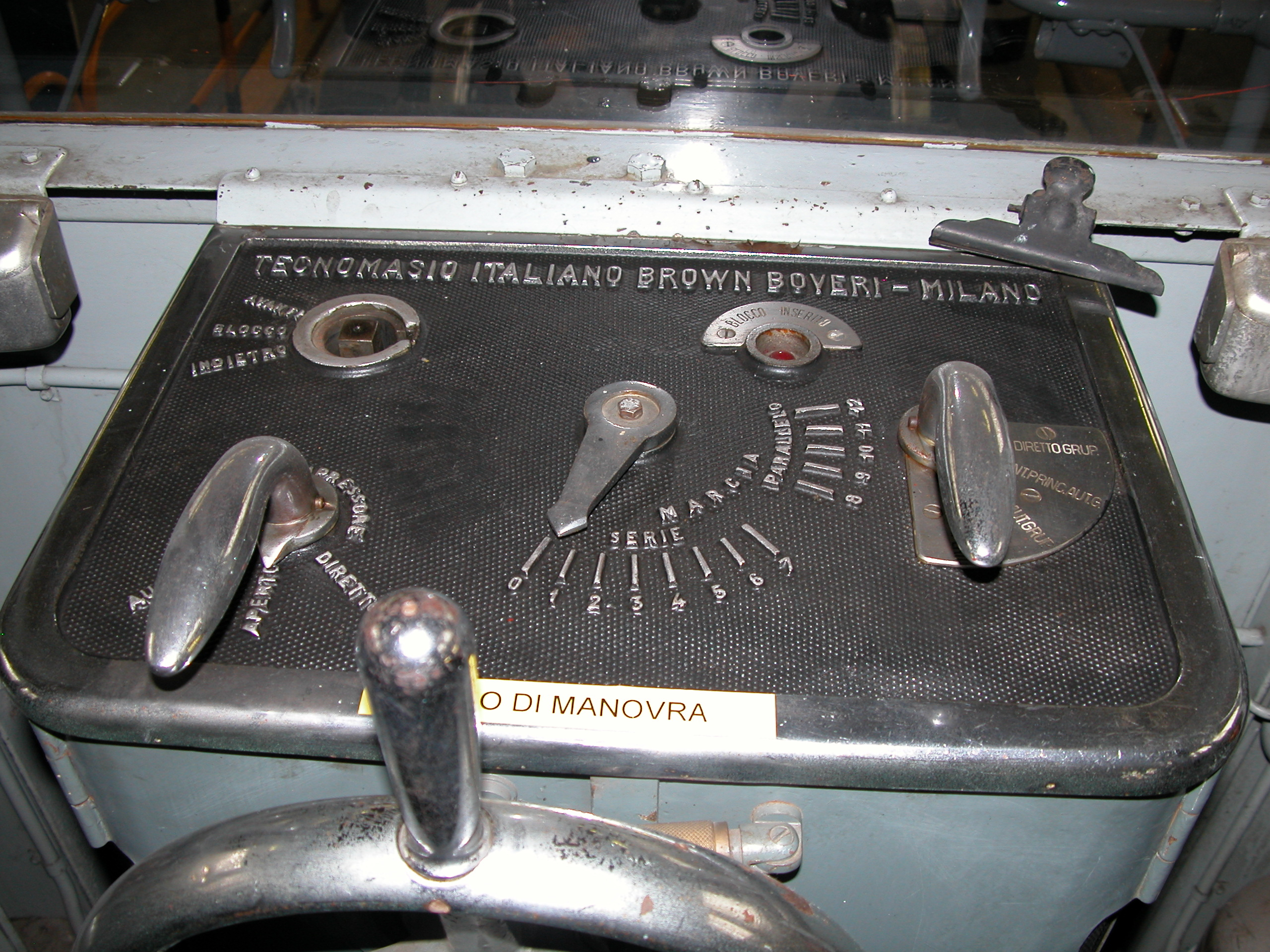
Placca del banco di manovra anteriore della FTC 13.
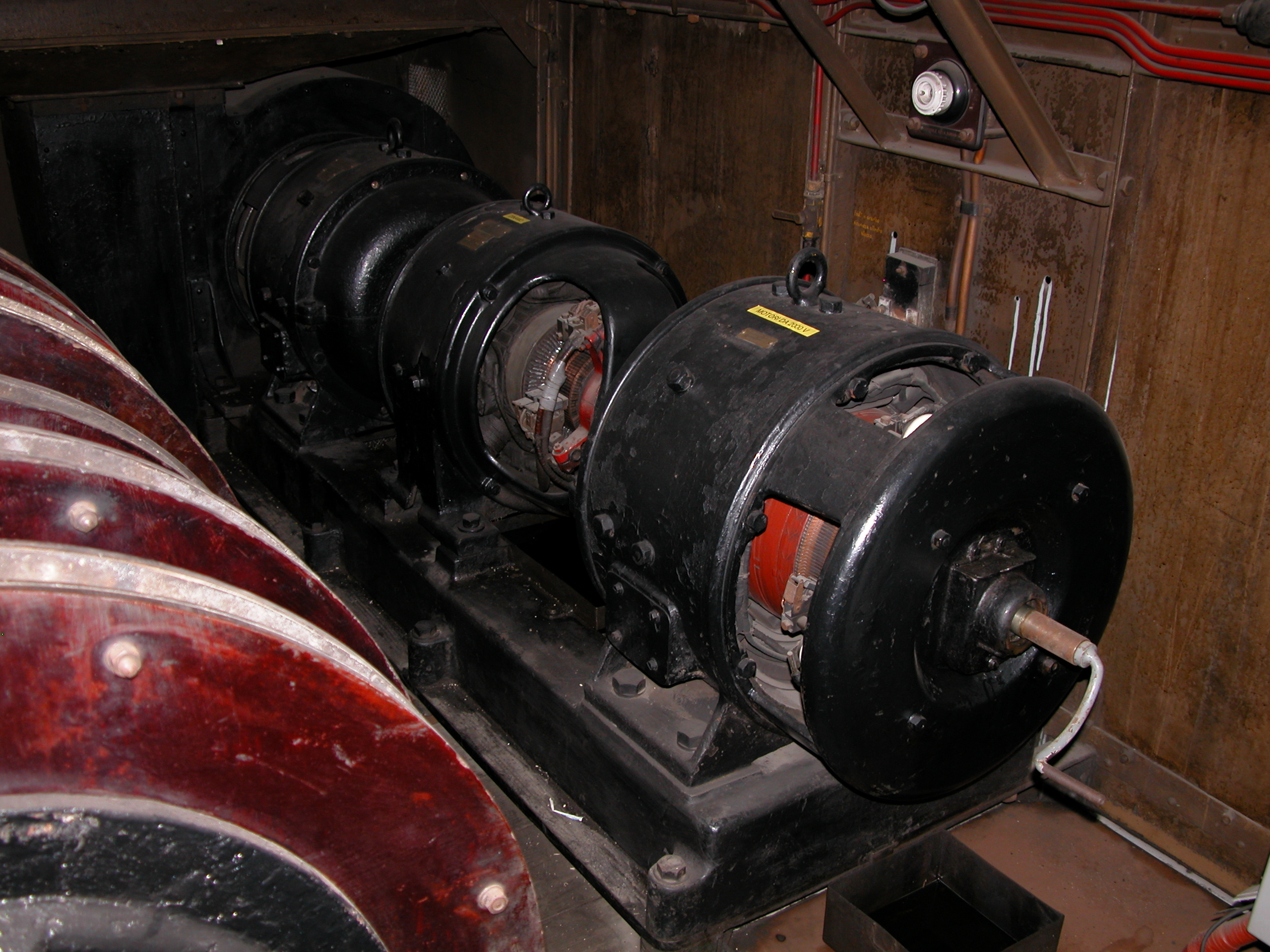
Gruppo convertitore per i servizi ausiliari nella cabina Alta Tensione della FTC 13.
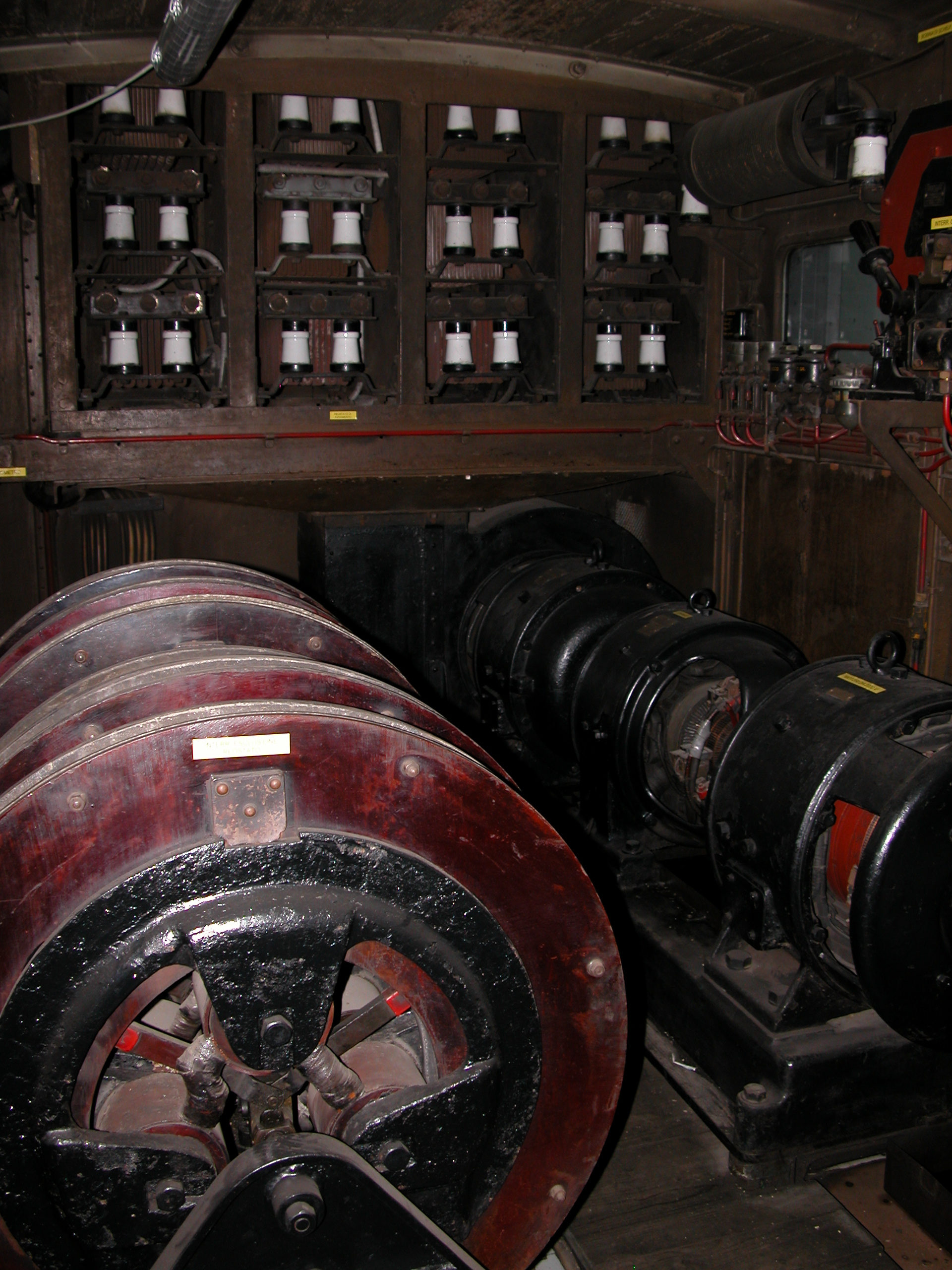
Dischi porta-contatti del combinatore di trazione nella cabina Alta Tensione della FTC 13.